# Cephalothrix
Cephalothrix är ett släkte inom ordningen Palaeonemertea som tillhör djurstammen slemmaskar (Nemertea). Arter i släktet är tunna, långsmala och flera har en utputande mun som sitter långt bak på huvudets undersida. Flera arter har mer eller mindre uppenbara fåror och några har färgteckning på huvudet.